# Храмченко, Дмитрий Валерьевич
Дмитрий Валерьевич Храмченко (род. 1 июля 1974, Саратов) — советский и российский хоккеист, защитник.

## Биография
Воспитанник саратовского «Кристалла». В сезоне 1989/90 дебютировал в составе команду в первой лиге, отыграл в ней следующие два сезона. Стал бронзовым призёром юниорского чемпионата Европы 1992 года. Приглашался в московские ЦСКА и «Динамо», но, по собственным словам, «зацепила меня сомнительная романтика тех лет» и в течение двух лет не играл.
С сезона 1994/95 стал выступать за «Химик» Энгельс, в сезоне 1996/97 перешёл в «Кристалл». С 1998 года в течение девяти сезонов играл за нижегородское «Торпедо». По ходу сезона 2006/07 вновь вернулся в «Кристалл». Играл в чемпионате Белоруссии за «Витебск» (2007/08) и «Шинник» Бобруйск (2008/09 — 2009/10).
Впоследствии неудачно занимался бизнесом. У жены Натальи в 2020-х годах начались проблемы с психикой.